# Y: The Last Man (serie de televisión)
Y: The Last Man es una serie de televisión estadounidense de drama postapocalíptico basada en la serie de cómics del mismo nombre de Brian K. Vaughan y Pia Guerra. La serie será producida por Color Force y FXP. Eliza Clark servirá como showrunner después de que Michael Green y Aida Mashaka Croal abandonaran la serie.
Diane Lane protagoniza en el papel de la congresista Jennifer Brown. Ashley Romans, Ben Schnetzer, Olivia Thirlby, Amber Tamblyn, Marin Ireland, Diana Bang, Elliot Fletcher y Juliana Canfield también protagonizan la serie. La serie se anunció en octubre de 2015, se ordenó la producción del piloto en abril de 2018 y se ordenó en febrero de 2019. La filmación de la serie comenzó en octubre de 2020 y se concluyó en julio de 2021. Y: The Last Man se estrenó el 13 de septiembre de 2021 en FX on Hulu.

## Premisa
Y: The Last Man recorre un mundo postapocalíptico en el que un cataclismo elimina todos los mamíferos con un cromosoma Y excepto a un hombre y su mono mascota. La serie sigue a los supervivientes en este nuevo mundo mientras luchan por recuperar lo perdido y la oportunidad de construir algo mejor.

## Elenco y personajes

### Principales
- Diane Lane como la congresista Jennifer Brown
- Ashley Romans como la Agente 355
- Ben Schnetzer como Yorick Brown
- Olivia Thirlby como Hero Brown
- Juliana Canfield como Beth DeVille
- Elliot Fletcher como Sam Jordan
- Marin Ireland como Nora Brady
- Amber Tamblyn como Kimberly Campbell Cunningham

### Recurrentes
- Jess Salgueiro como Christine Flores

### Invitados
- Paul Gross como el presidente de los Estados Unidos
- Diana Bang como la Dra. Allison Mann[6]

## Episodios
| N.º | Título                    | Dirigido por             | Escrito por            | Fecha de lanzamiento original | Código de prod. |
| --- | ------------------------- | ------------------------ | ---------------------- | ----------------------------- | --------------- |
| 1   | «The Day Before»          | Louise Friedberg         | Eliza Clark            | 13 de septiembre de 2021      | 01001           |
| 2   | «Would the World Be Kind» | Louise Friedberg         | Eliza Clark            | 13 de septiembre de 2021      | 01002           |
| 3   | «Neil»                    | Daisy von Scherler Mayer | Katie Edgerton         | 13 de septiembre de 2021      | 01003           |
| 4   | «Karen and Benji»         | Destiny Ekaragha         | Donnetta Lavinia Grays | 20 de septiembre de 2021      | 01004           |
| 5   | «Mann Hunt»               | Mairzee Almas            | Tian Jun Gu            | 27 de septiembre de 2021      | —               |
| 6   | «Weird Al is Dead»        | Destiny Ekaragha         | Catya McMullen         | 4 de octubre de 2021          | —               |
| 7   | «My Mother Saw a Monkey»  | Lauren Wolkstein         | Charlie Jane Anders    | 11 de octubre de 2021         | —               |

## Producción

### Desarrollo

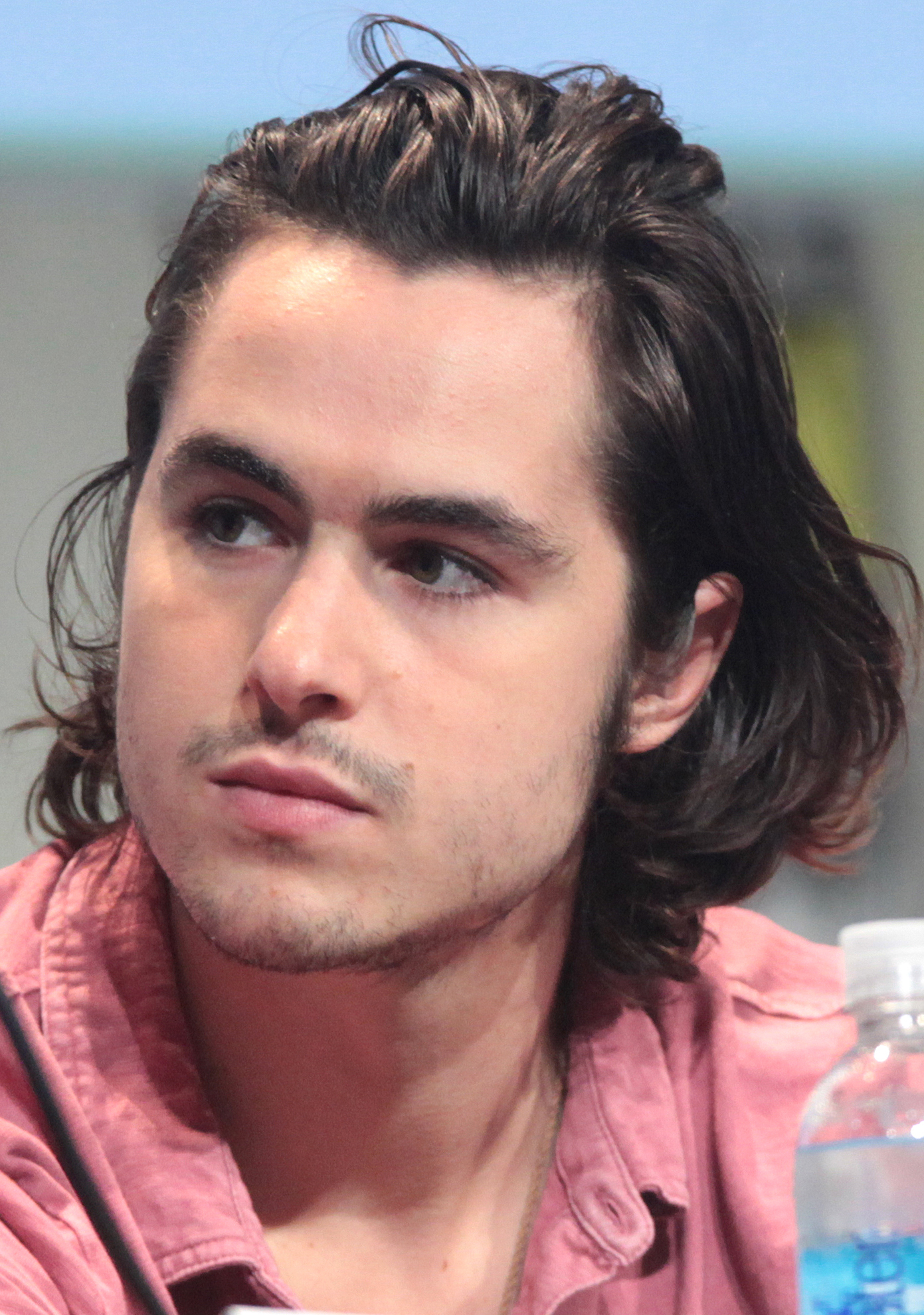
Ben Schnetzer interpreta al personaje principal de la serie, Yorick Brown.

En octubre de 2015, FX anunció el desarrollo de la adaptación a serie de televisión de la serie de cómics de Brian K. Vaughan y Pia Guerra Y: The Last Man, que sería producida por Vaughan junto a Nina Jacobson y Brad Simpson. Las empresas productoras involucradas con el desarrollo de la serie incluyen a Color Force y FX Productions.
En noviembre de 2016, se anunció que Michael Green serviría como showrunner de la posible serie, además de escribir un guion del piloto con Vaughan. El 12 de enero de 2017, FX anunció que se esperaba recibir el guion en los próximos meses. En mayo de 2017, se aclaró que Green había escrito exclusivamente el guion y que Vaughan lo había leído y le había gustado. En julio de 2017, FX anunció que había recibido un borrador del guion por parte de Green, que les había gustado y que las conversaciones sobre la posible serie estaban en marcha. En enero de 2018, el CEO de FX John Landgraf comentó el estado de la serie durante la gira anual de prensa de invierno de la Television Critics Association, diciendo: «[Nos sentimos] bastante optimistas, no del todo en un punto de decisión final. Pero tenemos un guion que me gusta mucho, un borrador que nos gusta mucho recientemente». Landgraf comentó que Green estaba ahora disponible para la serie tras su salida de American Gods.
En abril de 2018, se anunció que FX ordenó la producción del episodio piloto. Se esperaba que Green co-dirigiera la serie junto a Aida Mashaka Croal, y que ambos sirvieran como productores ejecutivos junto a Melina Matsoukas, Jacobson, Simpson y Vaughan. Matsoukas también iba a dirigir el episodio piloto. En febrero de 2019, FX anunció durante la gira de prensa anual de invierno de la Television Critics Association que el piloto fue seleccionado para ser una serie y se ordenó la producción de la serie para una primera temporada, cuyo estreno estaba previsto para el 2020.
En abril de 2019, se anunció que Green y Croal abandonaron la serie por diferencias creativas. En junio de 2019, se anunció que Eliza Clark reemplazaría a Croal y Green como showrunner de la serie. En febrero de 2020, se anunció que Clark, Nina Jacobson, Brad Simpson y Vaughan, servirán como productores ejecutivos de la serie. Matsoukas también servirá como productora ejecutiva, al igual que Mari Jo Winkler-Ioffreda. Nellie Reed servirá como productora. En mayo de 2020, se anunció que el título de la serie había cambiado de Y a Y: The Last Man. En junio de 2020, se anunció que la serie se estrenaría en Hulu en lugar de FX, como parte de «FX on Hulu». En octubre de 2020, se anunció que, además de servir como showrunner, Eliza Clark también escribiría los dos primeros episodios, y que Louise Friedberg los dirigiría. FX también anunció que toda la primera temporada estaría dirigida por mujeres.. En junio de 2021, se anunció que la serie se estrenaría el 13 de septiembre de 2021.

### Casting
En julio de 2018, se anunció que Diane Lane, Barry Keoghan, Imogen Poots, Lashana Lynch, Juliana Canfield, Marin Ireland, Amber Tamblyn y Timothy Hutton se unieron al elenco principal del piloto. En febrero de 2020, se anunció que Keoghan quien interpretaría a Yorick dejaría la serie. Ese mismo mes, se anunció que Ben Schnetzer se unió al elenco principal reemplazando a Keoghan. En marzo de 2020, se anunció que Elliot Fletcher se unió al elenco principal de la serie. En octubre de 2020, se anunció que Ashley Romans y Olivia Thirlby se unieron al elenco para reemplazar a Lynch y Poots como la Agente 355 y Hero Brown, respectivamente. También se anunció que Hutton fue descartado del elenco debido a la reestructuración de la serie, y su papel sería interpretado por Paul Gross. Más tarde se anunció que Diana Bang había sido elegida para interpretar a la Dra. Allison Mann.

### Filmación
El rodaje del piloto comenzó originalmente el 20 de agosto de 2018. Entre los lugares de rodaje se dice que se encuentra Pearl River (Nueva York).
En febrero de 2020, se anunció que la producción de la serie iba a comenzar en abril de ese mismo año. Sin embargo, en marzo de 2020 se anunció que la producción se suspendió debido a la pandemia por COVID-19. El rodaje de la serie comenzó en Mississauga, Canadá el 26 de octubre de 2020 y está previsto que concluya el 5 de julio de 2021.

## Lanzamiento
Y: The Last Man tiene previsto su estreno el 13 de septiembre de 2021 en el servicio de streaming Hulu, como parte de FX on Hulu. Internacionalmente, la serie estará disponible en Disney+ Star como un Star Original y, en Latinoamérica a través de Star+.

## Recepción
El sitio web del agregador de reseñas Rotten Tomatoes reportó una tasa de aprobación del 74%, basándose en 42 reseñas con una calificación media de 7,00/10. El consenso crítico dice: «Y: The Last Man realiza algunas actualizaciones clave de su material de origen y cuenta con una serie de increíbles actuaciones, pero esta esperada adaptación no puede evitar sentirse un poco decepcionada en un mundo lleno de realidades distópicas». En Metacritic, la temporada una calificación de 62 de 100, basándose en 21 reseñas, indicando «reseñas generalmente favorables».
Judy Berman, de la revista Time, escribió: «Y: The Last Man mejora tanto en el transcurso de sus seis primeros episodios que su potencial parece ilimitado. Si el público puede capear su apocalipsis, la serie bien podría convertirse en algo especial para cuando comience la reconstrucción». Alan Sepinwall de Rolling Stone le dio 3 de 5 estrellas y escribió: «Un programa sólido pero frustrante que a menudo lucha por abrazar lo que es único en sí mismo». Darren Franich, de Entertainment Weekly, le dio una calificación de «C» y escribió: «hay una falta básica de estilo en la narración» y «aunque no hayas leído el cómic, ya has visto todo esto antes». Joel Goby, de The Guardian, señala que su «...narración de historias buenas y humanas con un telón de fondo de increíble arquitectura de ciencia ficción hace que sea algo totalmente apasionante».